# Курматура (Долж)
Курматура (рум. Curmătura) насеље је у Румунији у округу Долж у општини Ђурђица. Oпштина се налази на надморској висини од 64 m.

## Становништво
Према подацима из 2002. године у насељу је живело 639 становника, од којих су сви румунске националности.